# Asande Mthembu
Asande Mthembu (* 4. Juni 2004) ist ein südafrikanischer Leichtathlet, der sich auf den Weitsprung spezialisiert hat. 2024 siegte er in dieser Disziplin bei den Afrikaspielen in Accra.

## Sportliche Laufbahn
Erste internationale Erfahrungen sammelte Asande Mthembu im Jahr 2023, als er bei den U20-Afrikameisterschaften in Ndola mit 7,78 m die Silbermedaille im Weitsprung gewann und im Dreisprung mit 14,57 m den fünften Platz belegte. Anschließend schied er bei den World University Games in Chengdu mit 7,41 m in der Qualifikationsrunde im Weitsprung aus. Im Jahr darauf siegte er mit 7,86 m bei den Afrikaspielen in Accra.